# توماس هنری کارتر
توماس هنری کارتر (به انگلیسی: Thomas Henry Carter) سناتور سابق عضو حزب جمهوری‌خواه ایالات متحده آمریکا بود. وی در سال ۱۸۹۵ تا ۱۹۰۱ و ۱۹۰۵ تا ۱۹۱۱ میلادی سناتور ایالت مونتانا در سنای ایالات متحده آمریکا بود.